# Разделение полупроводниковых пластин на кристаллы

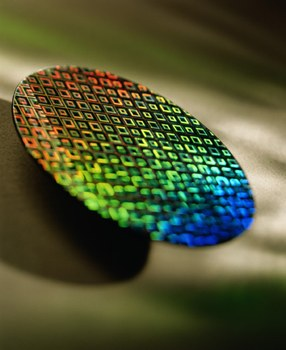
Полупроводниковая пластина

Разделение полупроводниковых пластин на кристаллы — этап технологического процесса в электронной промышленности. Разделение полупроводниковых пластин на отдельные кристаллы производится одним из двух основных способов:
- скрайбированием (надрезанием) и последующим разламыванием;
- сквозным разрезанием: за один проход пластину прорезают режущим инструментом (например, алмазным диском или проволокой), что позволяет разрезать пластину толщиной до 1 мм и диаметром 100—150 мм со скоростью до 150 мм/с, на глубину 300 мкм и более.

## Скрайбирование
Скрайбирование заключается в нанесении рисок на поверхность пластины в двух взаимно перпендикулярных направлениях алмазным резцом, диском, проволокой или лазерным лучом. Под рисками образуются напряжённые области, по которым происходит разлом пластины после приложения к ней механического воздействия.

### Скрайбирование механическим способом
В случае резки пластины резцом в отечественном производстве применялись резцы с алмазным наконечником, с рабочей частью в виде: трёхгранной пирамиды — для резки пластин толщиной от 100 до 250 мкм из германия; четырёхгранной пирамиды с острой вершиной — для резки пластин толщиной от 250 до 500 мкм из кремния; четырёхгранной усечённой пирамиды — для резки пластин одной из четырёх заострённых граней.
При резке на кристаллы пластин кремния и германия толщиной 125 мкм минимальный шаг резки составлял 0,4 и 0,5 мм для кремния и германия, соответственно, нагрузка резца на пластину — 0,5 и 0,1 Н, соответственно, при скорости нанесения рисок 0,025 и 0,03 м/мин, соответственно. Глубина рисок после одного хода алмазной резки — 7 мкм, для обеспечения удовлетворительного качества разламывания после резки глубина реза должна быть не менее 2/3 исходной толщины пластины.
При скрайбировании большу́ю роль играет соотношение ширины кристаллов и толщины разрезаемой пластины. Оптимальным считается отношение ширины (длины) кристалла и толщины пластины 6:1, минимум — 4:1. Если толщина пластины становится соизмеримой с шириной (длиной) отрезаемого кристалла, то излом пластины после скрайбирования происходит в произвольном направлении.

### Скрайбирование лазером

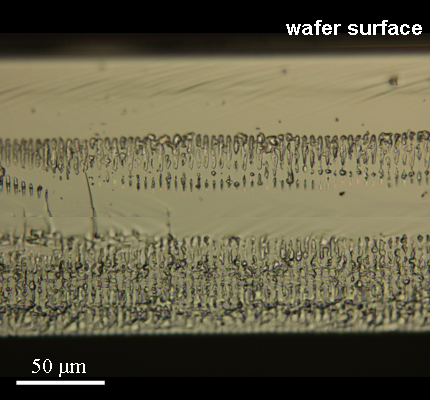
Микрограмма поверхности скола после скрытой нарезки кремниевой пластины толщиной 150 мкм, ср.

Для скрайбирования также применяют энергию лазерного излучения — скрайберные риски создаются испарением полупроводникового материала с поверхности пластины при её перемещении относительно сфокусированного лазерного пучка, имеющего большую мощность излучения. При испарении полупроводникового материала, которое происходит при высокой температуре, в ослабленном канавкой сечении пластины возникают термические напряжения, а сама канавка, являясь узкой (до 25—40 мкм) и глубокой (до 50—100 мкм) по форме, выполняет роль концентратора механических напряжений. Наряду с созданием глубокой разделительной канавки, вследствие отсутствия механического воздействия на рабочей поверхности пластины не образуются микротрещины и сколы, что позволяет поднять скорость скрайбирования до 200 мм/с и выше. Защита и очистка пластины от конденсатов полупроводникового материала обеспечивается:
- продувкой зоны обработки воздухом;
- размещением над пластиной прозрачной эластичной ленты, обладающей хорошей адгезией к глобулам испаренного материала и предотвращении их осаждения на поверхность пластины;
- нанесением плёночного покрытия, например органическим фоторезистом, который потом удаляют.

Возможно также лазерное скрайбирование без удаления материала с поверхности пластины, т. н. «скрытое скрайбирование», и в настоящее время этот метод практически вытеснил испарительный. Для этого применяется ИК-лазер на неодим-иттриевом гранате (Nd:YAG), для длины волны которого кремний (наиболее популярный полупроводник) является полупрозрачным, причём поглощение довольно велико. Короткие импульсы высокой мощности фокусируются в глубине пластины, так, что её материал расплавляется и быстро перекристаллизуется в месте фокусировки, создавая зону напряжения. Несколько проходов лазера с разной глубиной фокусировки создают дорожку напряжённых зон в толще полупроводниковой пластины, по которой она затем легко разламывается.

### Разламывание на отдельные кристаллы
Скрайбированную пластину разламывают:
- механически, приложив к ней изгибающий момент, пластину помещают рабочей поверхностью (скрайберными рисками) вниз на гибкую (например, из резины) опору и с небольшим усилием покатывают последовательно в двух перпендикулярных направлениях, параллельно направлениям скрайбирования, стальным, резиновым валиком диаметром 10—30 мм (или стальным (фторопластовым) клином (призмой) с небольшим радиусом скругления). Гибкая опора деформируется, пластина изгибается в месте нанесения риски и лопается по ним;
- с помощью ультразвука;
- термоударом — нагревом и последующим быстрым охлаждением;
- скрайбированные пластины помещают в конверт из пластичного материала, затем вакуумно-плотно закрывают и откачивают из него воздух — в результате чего возникает механическое воздействие и пластина разламывается.

Таким образом, разламывание происходит в две стадии: вначале на полоски, а затем на отдельные кристаллы. Чтобы полоски или кристаллы в процессе разламывания не смещались относительно друг друга (это может привести к произвольному разламыванию и царапанью кристаллов друг о друга), перед разламыванием пластину покрывают сверху эластичной плёнкой (полиэтиленовой, лавсановой), что позволяет сохранить ориентацию полосок и кристаллов в процессе разламывания. Для сохранения ориентации кристаллов для последующих операций (особенно это важно при автоматизированной сборке) иногда пластину перед разделением на кристаллы закрепляют на специальной подложке — спутнике. Кристаллы между операциями на спутнике закрепляют:
- на стеклянном спутнике — примораживанием;
- на пластмассовом — электростатическими силами;
- на тонкой эластичной плёнке — адгезивными составами. Адгезию слоя подбирают такой, чтобы при разломе кристалл прочно удерживался, а после — снимался без остатков адгезивного вещества.

Ввиду того, что вручную тяжело правильно подобрать необходимое усилие прижима, в современном процессе производства полупроводниковой продукции широко применяется техника и автоматизация. И хотя современное оборудование позволяет выдержать шаг скрайбирования с точностью до ±10 мкм, размеры готовых кристаллов после разламывания имеют значительный разброс, обусловленный влиянием кристаллографической ориентации пластин.
При подготовке к сборке перед контролем кристалла его поверхность очищают от различных загрязнений. В технологическом плане более удобно провести эту очистку непосредственно после скрайбирования и перед разламыванием на кристаллы — отходы обработки в виде крошки могут стать причиной появления брака.

## Сравнительная таблица
| Параметры                                                                  | Метод разделения               | Метод разделения              | Метод разделения      |
| Параметры                                                                  | скрайбирование алмазным резцом | скрайбирование лазерным лучом | резка диском          |
| -------------------------------------------------------------------------- | ------------------------------ | ----------------------------- | --------------------- |
| Обрабатываемый материал                                                    | есть ограничения               | любой                         | любой                 |
| Максимально возможная скорость обработки кремния, мм/с                     | 60                             | 500                           | 300                   |
| Максимальная скорость, обеспечивающая нормальное качество разделения, мм/с | 25—60                          | 200                           | до 150                |
| Глубина реза, мкм                                                          | 1—5                            | 50—170                        | 10—500                |
| Ширина реза, мкм                                                           | 1—5                            | 20—35                         | 30—50                 |
| Обработка пластины с окислом                                               | не рекомендуется               | легко осуществима             | возможна              |
| Качество граней кристалла                                                  | удовлетворительное             | удовлетворительное            | довольно хорошее      |
| Направление движения инструмента                                           | одностороннее                  | двустороннее                  | возможно двустороннее |
| Требования к точности кристаллографической ориентации                      | жёсткие                        | умеренные                     | —                     |
| Загрязнение поверхности пластины продуктами отхода (крошка, испарения)     | незначительное                 | весьма существенное           | умеренное             |
| Максимальный выход годных схем после разделения, %                         | 98                             | 99,5                          | 99,5                  |